# EuroHockey Nations Trophy (Feld, Herren) 2007
Die EuroHockey Nations Trophy (Feld, Herren) 2007 ist die zweite Ausgabe der Feldhockey-Herren-"B"-EM. Sie fand vom 9. bis 16. September 2007 in Lissabon statt. Während Österreich und Polen in "A-WM" aufstiegen, stiegen Portugal und die Ukraine in die "C-WM" ab.
Die Aufsteiger und die Schweiz(als Dritter) qualifizierten sich für die Olympia-Qualifikationsturniere 2008.

## Spielort
- Complex Desportivo do Jamour, Oeiras, Portugal.

Alle Zeitangaben in MESZ

### Gruppe A
| Team       | Punkte | Sp | S | U | N | Tore | Gtore | Diff |
| ---------- | ------ | -- | - | - | - | ---- | ----- | ---- |
| Österreich | 7      | 3  | 2 | 1 | 0 | 6    | 4     | +2   |
| Polen      | 6      | 3  | 2 | 0 | 1 | 16   | 5     | +11  |
| Italien    | 3      | 3  | 1 | 0 | 2 | 6    | 10    | −4   |
| Portugal   | 1      | 3  | 0 | 1 | 2 | 3    | 12    | −9   |

- 9.9., 15:15 Uhr
- Polen 8:2  Portugal
- Schiedsrichter:  Ukraine Maksym Perepelitza
  Gibraltar Nathan Stagno

- 9.9., 17:15 Uhr
- Italien 2:3  Österreich
- Schiedsrichter:  Schottland Martin Madden
  Wales Will Drury

- 11.9., 15:00 Uhr
- Polen 1:2  Österreich
- Schiedsrichter:  Wales Will Drury
  Portugal Luis Terencio

- 11.9., 17:00 Uhr
- Italien 3:0  Portugal
- Schiedsrichter:  Spanien Eduardo Lizana
  Ukraine Maksym Perepelitza

- 12.9., 15:00 Uhr
- Polen 7:1  Italien
- Schiedsrichter:  Österreich Michael Eimler
  Schweiz Thomas Lingg

- 12.9., 17:00 Uhr
- Österreich 1:1  Portugal
- Schiedsrichter:  Schottland Martin Madden
  Italien Camillo Degli Eposti

### Gruppe B
| Team       | Punkte | Sp | S | U | N | Tore | Gtore | Diff |
| ---------- | ------ | -- | - | - | - | ---- | ----- | ---- |
| Schottland | 9      | 3  | 3 | 0 | 0 | 10   | 1     | +9   |
| Schweiz    | 4      | 3  | 1 | 1 | 1 | 4    | 8     | −4   |
| Ukraine    | 3      | 3  | 0 | 2 | 1 | 4    | 5     | −1   |
| Wales      | 1      | 3  | 0 | 1 | 2 | 3    | 7     | −4   |

- 9.9., 11:00 Uhr
- Schottland 1:0  Ukraine
- Schiedsrichter:  Polen Pawel Linkowski
  Schweiz Thomas Lingg

- 9.9., 13:00 Uhr
- Wales 0:2  Schweiz
- Schiedsrichter:  Spanien Eduardo Lizana
  Portugal Luis Terencio

- 10.9., 15:00 Uhr
- Schottland 6:0  Schweiz
- Schiedsrichter:  Polen Pawel Linkowski
  Italien Camillo Degli Esposti

- 10.9., 17:00 Uhr
- Wales 2:2  Ukraine
- Schiedsrichter:  Schottland Martin Madden
  Österreich Michael Eimler

- 12.9., 11:00 Uhr
- Schottland 3:1  Wales
- Schiedsrichter:  Portugal Luis Terencio
  Polen Pawel Linkowski

- 12.9., 13:00 Uhr
- Schweiz 2:2  Ukraine
- Schiedsrichter:  Gibraltar Nathan Stagno
  Wales Will Drury

## Fünfter bis Achter Platz
Die Mannschaften, die die Vorrunde als Dritte oder Vierte beenden, werden in eine Gruppe C eingeteilt. Sie nehmen das Ergebnis(Tore, Punkte) aus der Vorrunde mit, das sie gegen den ebenfalls eingeteilten Gegner erreicht haben. Die zwei Spiele bestreiten sie gegen die anderen beiden Gruppenmitglieder.
Die letzten beiden steigen in die "C-EM 2009" ab.

### Gruppe C
| Team     | Punkte | Sp | S | U | N | Tore | Gtore | Diff |
| -------- | ------ | -- | - | - | - | ---- | ----- | ---- |
| Wales    | 7      | 3  | 2 | 1 | 0 | 10   | 4     | +6   |
| Italien  | 6      | 2  | 2 | 0 | 1 | 7    | 4     | +3   |
| Portugal | 3      | 3  | 1 | 0 | 2 | 3    | 10    | −7   |
| Ukraine  | 1      | 3  | 0 | 1 | 2 | 5    | 7     | −2   |

- 14.9., 10:00 Uhr
- Portugal 3:2  Ukraine
- Schiedsrichter:  Schweiz Thomas Lingg
  Italien Camillo Degli Esposti

- 14.9., 12:00 Uhr
- Italien 2:3  Wales
- Schiedsrichter:  Schottland Martin Madden
  Österreich Michael Eimler

- 15.9., 15:00 Uhr
- Portugal 0:5  Wales
- Schiedsrichter:  Polen Pawel Linkowski
  Schweiz Thomas Lingg

- 15.9., 17:00 Uhr
- Italien 2:1  Ukraine
- Schiedsrichter:  Spanien Eduardo Lizana
  Schottland Martin Madden

### Halbfinale
- 14.9., 14:00 Uhr
- Polen 3:1  Schottland
- Schiedsrichter:  Portugal Luis Terencio
  Gibraltar Nathan Stagno

- 14.9., 16:30 Uhr
- Österreich 2:2 n. V., 6:5 n.Siebenmeter  Schweiz
- Schiedsrichter:  Polen Pawel Linkowski
  Spanien Eduardo Lizana

### Spiel um Platz 3
- 16.9., 12:00 Uhr
- Schottland 4:3 n. V.  Schweiz
- Schiedsrichter:  Ukraine Maksym Perepelitza
  Spanien Eduardo Lizana

### Finale
- 16.9., 14:30 Uhr
- Polen 4:3  Österreich
- Schiedsrichter:  Wales Will Drury
  Gibraltar Nathan Stagno